# Fajht
Fajht je debitantski studijski album idrijske punk rock skupine Zablujena generacija, izdan leta 1997 pri založbi Vinylmania Records. Vsebuje priredbo pesmi »Superlim« skupine Kuzle, ki prav tako izvira iz Idrije.
Skupina je 1997 sebe in album predstavila širšem občinstvu na festivalu Novi rock.

## Seznam pesmi
Vse pesmi je napisala skupina Zablujena generacija, razen kjer je to navedeno.
1. »Nedelja« – 2:35
2. »Deformirani« – 1:32
3. »Sramota« – 2:28
4. »Lim« – 2:08
5. »Mladost« – 2:46
6. »Paraziti« – 2:10
7. »Rad bi« – 1:20
8. »Idrje« – 2:11
9. »Superlim« (Dare Kaurič) – 2:21
10. »Rudi partizan« – 1:51
11. »Slab komad« – 4:23
12. »Jebe se mi« – 2:20
13. »Armija« – 3:31
14. »Repete« – 1:34

## Zasedba

### Zablujena generacija
- Primož Alič — vokal, kitara
- Ramon — kitara
- Aljoša Rupnik — bas kitara
- Igor Seljak — bobni